# 比什普鎮
比什普鎮（葡萄牙語：Vila do Bispo），是葡萄牙的城鎮，位於該國南部，由法魯區負責管轄，始建於1662年，面積179.06平方公里，2011年人口5,258，該城鎮人口密度每平方公里29.36人。

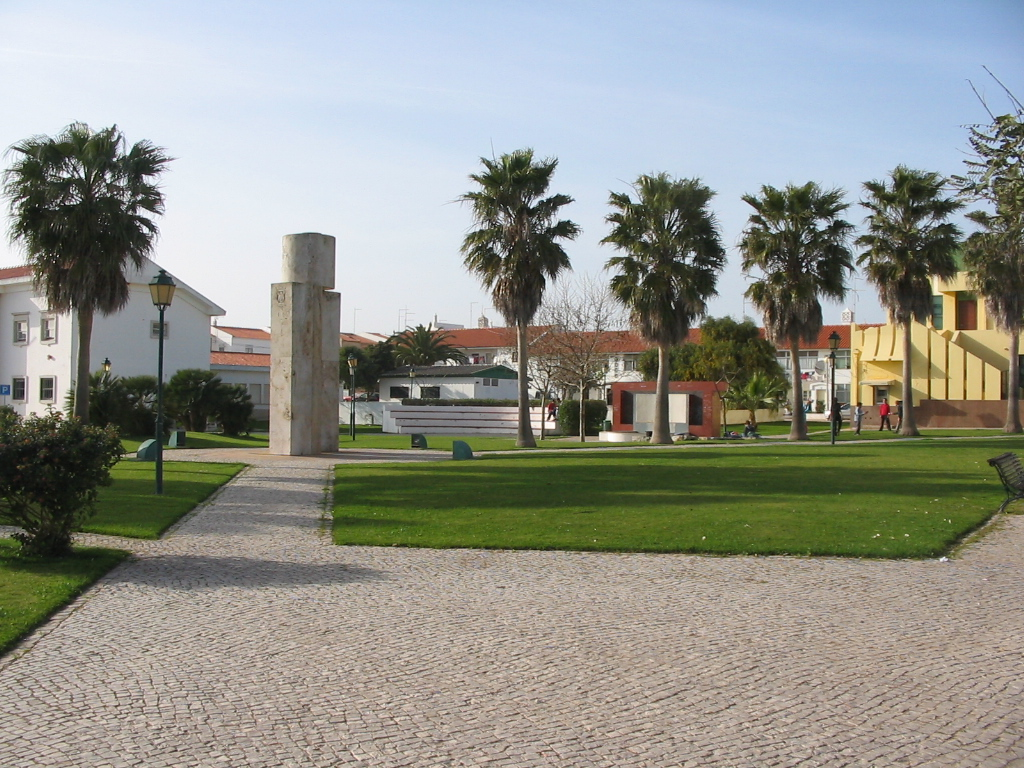

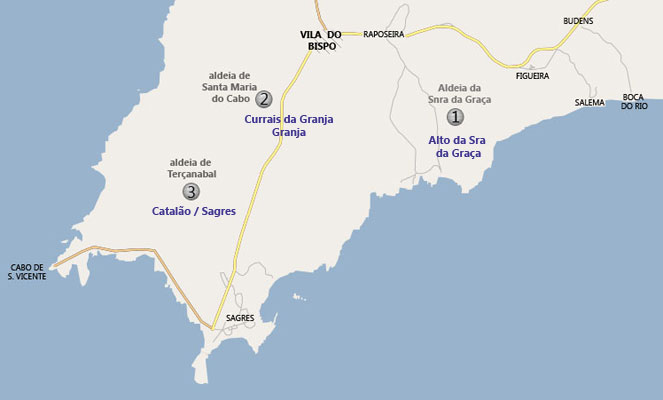

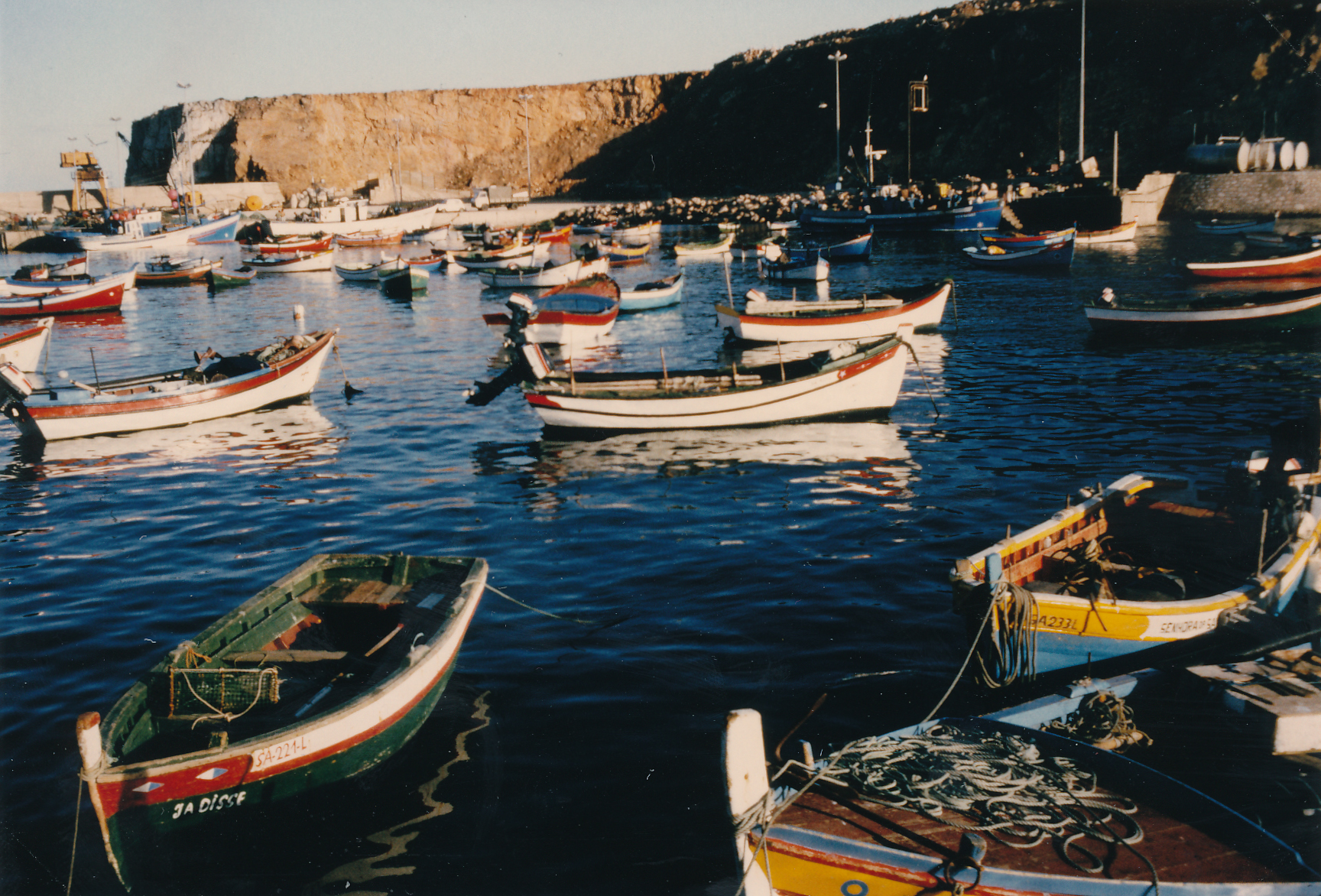

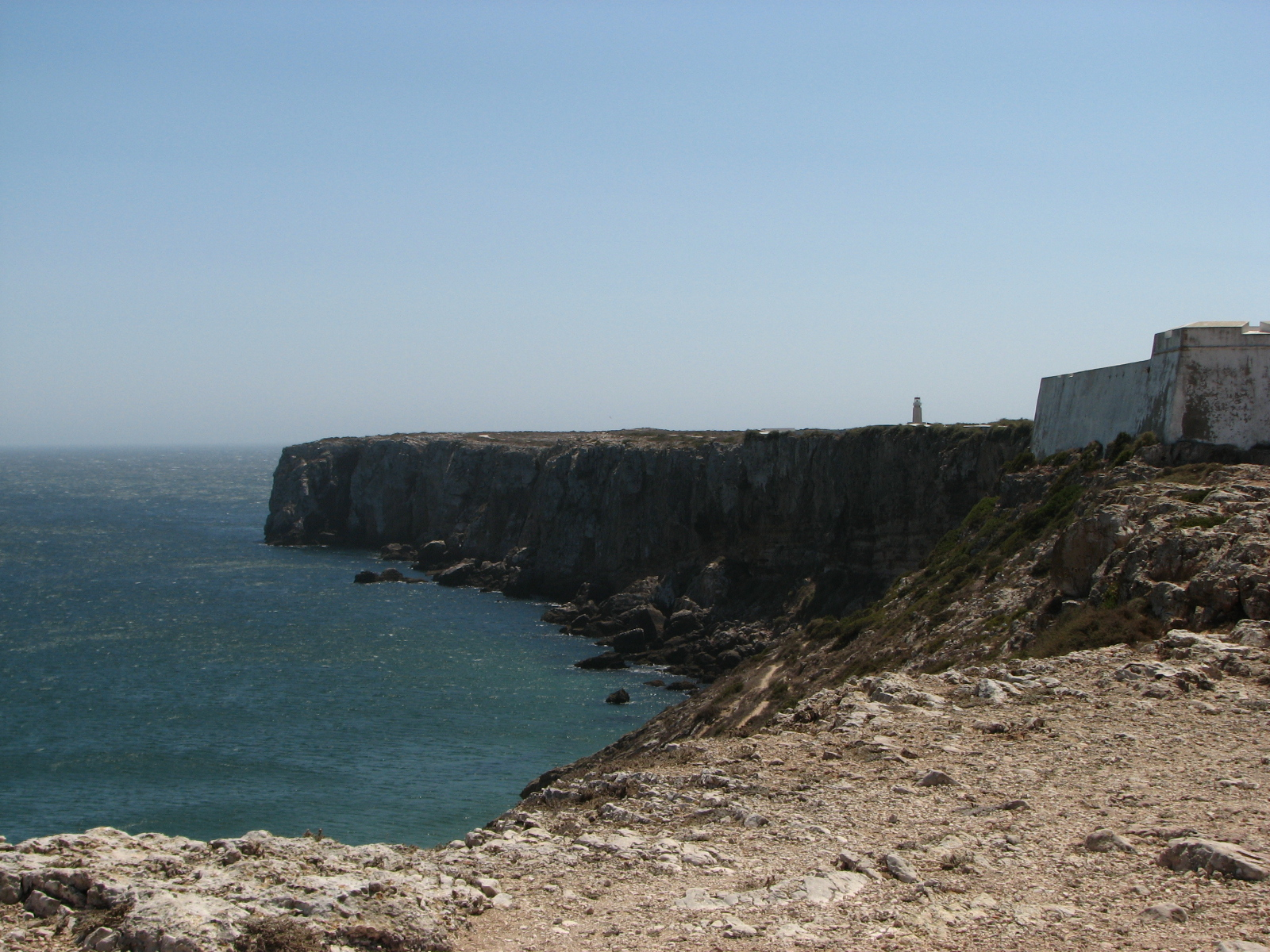

37°5′N 8°53′W / 37.083°N 8.883°W